# ハノイ・メトロ3号線
ハノイ・メトロ3号線（ハノイメトロ3ごうせん）はベトナム社会主義共和国の首都ハノイ市バクトゥリエム区のニョン駅からバディン区のカウゼイ駅までを結ぶ、ハノイ・メトロの路線である。2024年現在、ハノイ駅までの延伸工事が行われている。さらに、ホアンマイ区のイエンソー駅まで結ぶ計画もある。

## 概要
プロジェクトは2006年に承認され、2010年にニョン駅からハノイ駅までの区間が着工された。フランスODA、アジア開発銀行、欧州投資銀行からの投資により建設されている。当区間の12.5kmのうち、ニョン駅 - カウゼイ駅間の8.5kmが高架区間、カウゼイ駅 - ハノイ駅間の4kmが地下区間である。ハノイ駅 - イエンソー駅間は、約8.7kmで全線地下であり、アジア開発銀行、世界銀行、ドイツ復興金融公庫、フランスODAからの投資により建設予定である。ハノイメトロ初の地下区間が含まれており、それに関連する地上構造物移転作業、およびパンデミック等の影響により度々完成予定が変更され、2024年現在、2029年の完工予定とされている。

## 沿革
- 2010年9月25日：着工。
- 2021年
  - 1月22日：試運転を開始[3]
  - 7月1日：高架区間の試運転実施[4]
  - 7月：ハノイ駅～ホアンマイ間の建設案を提出[5][6]。
- 2024年
  - 8月8日：高架区間(ニョン駅～カウゼイ駅間)商業運転開始[7][8]。
- 2027年：全線(ニョン駅～ハノイ駅)稼働予定[9]。

## 駅一覧
| 駅名               | 駅名                    | 駅間キロ (km) | 累計キロ (km) | 接続路線                                                                                                   | 所在地   | 所在地           |
| 日本語             | ベトナム語              | 駅間キロ (km) | 累計キロ (km) | 接続路線                                                                                                   | 所在地   | 所在地           |
| ------------------ | ----------------------- | ------------- | ------------- | --- | -------- | ---------------- |
| ニョン駅           | Nhổn                    | -             | 0.000         | | ハノイ市 | バクトゥリエム区 |
| ミンカイ駅         | Minh Khai               | 1.129         | 1.129         | | ハノイ市 | バクトゥリエム区 |
| フージエン駅       | Phú Diễn                | 1.174         | 2.303         | | ハノイ市 | バクトゥリエム区 |
| カウジエン駅       | Cầu Diễn                | 0.831         | 3.134         | | ハノイ市 | ナムトゥリエム区 |
| レドゥクト駅       | Lê Đức Thọ              | 1.125         | 4.259         | | ハノイ市 | カウゼイ区       |
| ハノイ国家大学駅   | Đại học Quốc gia Hà Nội | 1.030         | 5.289         | | ハノイ市 | カウゼイ区       |
| チュアハ駅         | Chùa Hà                 | 1.225         | 6.514         | | ハノイ市 | カウゼイ区       |
| カウゼイ駅         | Cầu Giấy                | 1.165         | 7.679         | | ハノイ市 | バディン区       |
| 未開業区間         |                         |               |               | |          |                  |
| キムマー駅         | Kim Mã                  | 1.198         | 8.877         | | ハノイ市 | バディン区       |
| カットリン駅       | Cát Linh                | 1.520         | 10.397        | ハノイ・メトロ： 2A号線                                                                                    | ハノイ市 | ドンダー区       |
| ヴァンミエウ駅     | Văn Miếu                | 0.871         | 11.268        | | ハノイ市 | ドンダー区       |
| ハノイ駅           | Ga Hà Nội               | 0.701         | 11.969        | ベトナム鉄道：南北線、ハノイ・ラオカイ線、ハノイ・クアンチエウ線、ハノイ・ドンダン線、ハノイ・ハイフォン線 | ハノイ市 | ドンダー区       |
| 計画区間           |                         |               |               | |          |                  |
| ハンバイ駅         | Hàng Bài                |               |               | ハノイ・メトロ： 2号線                                                                                     | ハノイ市 | ホアンキエム区   |
| チャンタイントン駅 | Trần Thánh Tông         |               |               | | ハノイ市 | ハイバーチュン区 |
| キムグウ駅         | Kim Ngưu                |               |               | | ハノイ市 | ハイバーチュン区 |
| マイドン駅         | Mai Động                |               |               | | ハノイ市 | ホアンマイ区     |
| タンマイ駅         | Tân Mai                 |               |               | | ハノイ市 | ホアンマイ区     |
| タムチン駅         | Tam Trinh               |               |               | | ハノイ市 | ホアンマイ区     |
| イエンソー駅       | Yên Sở                  |               |               | ハノイ・メトロ： 8号線                                                                                     | ハノイ市 | ホアンマイ区     |